# Исуми (город)
Исуми (яп. いすみ市 Исуми-си) — город в Японии, находящийся в префектуре Тиба. Площадь города составляет 157,50 км², население — 39 048 человек (1 августа 2014), плотность населения — 247,92 чел./км².

## Географическое положение
Город расположен на острове Хонсю в префектуре Тиба региона Канто. С ним граничат город Кацуура и посёлки Итиномия, Муцудзава, Отаки, Ондзюку.

## Население
Население города составляет 39 048 человек (1 августа 2014), а плотность — 247,92 чел./км². Изменение численности населения с 1980 по 2005 годы:
| 1980 | 42 816 чел. |  |
| 1985 | 43 453 чел. |  |
| 1990 | 43 431 чел. |  |
| 1995 | 43 547 чел. |  |
| 2000 | 42 835 чел. |  |
| 2005 | 42 305 чел. |  |